# Muscicapa caerulescens
Muscicapa caerulescens е вид птица от семейство Muscicapidae.

## Разпространение
Видът е разпространен в Ангола, Бенин, Ботсвана, Буркина Фасо, Бурунди, Габон, Гана, Гвинея, Екваториална Гвинея, Замбия, Зимбабве, Камерун, Република Конго, Демократична република Конго, Кот д'Ивоар, Кения, Либерия, Малави, Мозамбик, Намибия, Нигерия, Руанда, Сиера Леоне, Сомалия, Судан, Свазиленд, Танзания, Того, Уганда, Централноафриканската република, Южна Африка и Южен Судан.